# Inhibidor de reacció
Un inhibdor de reaccions és una substància química que disminueix la taxa de o evita, una reacció química.

## Exemples
Afegir acetanilida abaixa la descomposició d'una solució de peròxid d'hidrogen, que inhibeix la reacció:
2H
2O
2 → 2H
2O + O
2, la qual és catalitzada per la calor, la llum i les impureses.

## Inhibició d'un catalitzador
Un inhibidor pot reduir l'efectivitat d'un catalitzador en una reacció catalitzada (ja sigui un catalitzador no biològic o un enzim). Quan s'allibera un inhibidor, el catalitzador torna a estar disponible per la reacció.

## Inhibició i enverinament del catalitzador
La inhibició es pot distingir de l'enverinament del catalitzador. Un inhibidor només dificulta el treball d'un catalitzador, mentre que en l'enverinament del catalitzador el catalitzador és destruït per una reacció irreversible amb una substància química (el catalitzador actiu en aquest últim cas pot ser recuperat per un procés separat) 